# Igram
Igram est un village de Slovaquie situé dans la région de Bratislava.

## Histoire
Première mention écrite du village en 1244.

## Démographie

### Évolution de la population
| Année:               | 1994. | 2004.    | 2014.   | 2024.   |
| -------------------- | ----- | -------- | ------- | ------- |
| Nombre de personnes: | 610   | 539      | 557     | 569     |
| Différence:          |       | -11,63 % | +3,33 % | +2,15 % |

| Année:               | 2023. | 2024.   |
| -------------------- | ----- | ------- |
| Nombre de personnes: | 566   | 569     |
| Différence:          |       | +0,53 % |